# Успаванка
Успаванка је песма којом се успављују деца. 

## Успаванка Биљане Крстић
На албуму Биљане Крстић постоји песма која се зове Успаванка. Ова песма је заснована на народној успаванци из Пирота са југоистока Србије.

### Текст
Нунај нунај не на

Нунај нунај не на, о
Заспи ми заспи детенце

Заспи ми чедо нанино
Нек расте ружа румена

Нек расте нани одмена